# Angela Kinsey
Angela Faye Kinsey (Lafayette, Louisiana, 1971. június 25. –) amerikai színésznő.

## Filmográfia

### Film
| Év   | Magyar cím           | Eredeti cím         | Szerep                        | Magyar hang    |
| ---- | -------------------- | ------------------- | ----------------------------- | -------------- |
| 2007 | Nászfrász            | License to Wed      | Judith, ékszerbolti eladólány | Holló Orsolya  |
| 2009 |                      | Tripping Forward    | Jennifer                      |                |
| 2010 | Drágán add a rétedet | Furry Vengeance     | Felder                        | Kökényessy Ági |
| 2012 | Villámcsapás         | Struck by Lightning | tanácsadó                     | Zakariás Éva   |
| 2014 |                      | All Stars           | Debbie Shipman                |                |
| 2015 |                      | Hot Bot             | Candy Huffington              |                |
| 2016 |                      | Laid in America     | Lisa                          |                |
| 2016 |                      | Slash               | Anglaxia Supremacy IV         |                |
| 2016 |                      | Swing State         | Susan Davis                   |                |
| 2018 |                      | Half Magic          | Eva                           |                |
| 2018 |                      | Andover             | Helen                         |                |
| 2019 | A magas lány         | Tall Girl           | Helaine Kreyman               | Dudás Eszter   |
| 2022 | A magas lány 2.      | Tall Girl 2         | Helaine Kreyman               | Dudás Eszter   |

Rövidfilmek
- 2004: Career Suicide – Tammy
- 2012: The Bluegrass Brainwash Conspiracy – Hillbilly
- 2016: Blacked Out – Jen
- 2018: Sherry – Sherry

### Televízió
| Év        | Magyar cím              | Eredeti cím                    | Szerep            | Megjegyzések                            |
| --------- | ----------------------- | ------------------------------ | ----------------- | --------------------------------------- |
| 1997–2002 | Texas királyai          | King of the Hill               | Angela (hangja)   | 3 epizód                                |
| 1998      | Egyről a kettőre        | Step by Step                   | Simone            | 1 epizód                                |
| 2003      |                         | Run of the House               | Maxine            | 1 epizód                                |
| 2003      |                         | All of Us                      | Blanche Whitefish | 1 epizód                                |
| 2005–2013 | Office                  | The Office                     | Angela Martin     | főszereplő (188 epizód)                 |
| 2006      |                         | The Office: The Accountants    | Angela Martin     | főszereplő (10 epizód)                  |
| 2007–2008 | Monk – A flúgos nyomozó | Monk                           | Arlene Boras      | 2 epizód                                |
| 2009      |                         | A Temporary Life               | Rachel            | tévéfilm                                |
| 2010      |                         | The Office: The Mentor         | Angela Martin     | 4 epizód                                |
| 2010      | Amerikai fater          | American Dad!                  | Mia (hangja)      | 1 epizód                                |
| 2010      |                         | The Office: The 3rd Floor      | Angela Martin     | 1 epizód                                |
| 2010      |                         | Yo Gabba Gabba!                | tanár / önmaga    | 1 epizód                                |
| 2012      |                         | First Dates with Toby Harris   | April             | 1 epizód                                |
| 2013      |                         | Wilfred                        | Heather Williger  | 1 epizód                                |
| 2013      |                         | The Gabriels                   | Gail Gabriel      | próbaepizód                             |
| 2013–2014 | Új csaj                 | New Girl                       | Rose              | 4 epizód                                |
| 2013–2016 |                         | Hollywood Game Night           | önmaga            | 3 epizód                                |
| 2014      | Vérmes négyes           | Hot in Cleveland               | Mrs. Carson       | 1 epizód                                |
| 2014      |                         | The Hotwives of Orlando        | Crystal           | 7 epizód                                |
| 2014–2015 | Rebecca bírónő          | Bad Judge                      | Michelle          | 4 epizód                                |
| 2014–2016 |                         | Celebrity Name Game            | önmaga            | 8 epizód                                |
| 2015      |                         | Your Family or Mine            | Claire            | 6 epizód                                |
| 2016      |                         | The 5th Quarter                | Tia Cantari       | 1 epizód                                |
| 2016–2017 |                         | Haters Back Off                | Bethany           | 16 epizód                               |
| 2016–2017 |                         | The Real O'Neals               | Shelia DeMars     | 2 epizód                                |
| 2017      | Családom, darabokban    | Life in Pieces                 | Ruth              | 1 epizód                                |
| 2018      | Amerika Huangjai        | Fresh Off the Boat             | Amy Chestnut      | 4 epizód                                |
| 2018      |                         | Terror in the Woods            | Dani              | tévéfilm                                |
| 2018      |                         | How May We Hate You?           | Dana              | tévéfilm                                |
| 2018      |                         | A.P. Bio                       | Brenda            | 1 epizód                                |
| 2018      | Elválótársak            | Splitting Up Together          | Jeannie Johnson   | 1 epizód                                |
| 2019      | Csodatévők              | Miracle Workers                | Gail              | - 1 epizód - magyar hangja: - Dögei Éva |
| 2020      |                         | Be Our Chef                    | házigazda         | 11 epizód                               |
| 2020      |                         | #BlackAF                       | Leeza             | 3 epizód                                |
| 2020      | Én még sosem...         | Never Have I Ever              | Vivian            | 3 epizód                                |
| 2020      |                         | Home Movie: The Princess Bride | Vizzini           | tévéfilm                                |
| 2020–2021 |                         | Deliciousness                  | önmaga            | 20 epizód                               |
| 2022      | Jobb idők               | Better Things                  | Fredericka        | 2 epizód                                |